# 905
Раннє Середньовіччя •  Епоха вікінгів •  Золота доба ісламу •  Реконкіста

## Геополітична ситуація
У Візантії триває правління Лева VI. На підконтрольних франкам теренах існують Західне Франкське королівство, Східне Франкське королівство, Італійське королівство, Бургундія. Північ Італії належить Італійському королівству під владою франків, середню частину займає Папська область, герцогства на південь від Римської області незалежні, деякі області на півночі та на півдні належать Візантії, інші окупували сарацини. Піренейський півострів, окрім Королівства Астурія та Іспанської марки, займає Кордовський емірат. Північну частину Англії захопили дани, на півдні править Вессекс. Існують слов'янські держави: Перше Болгарське царство, Велика Моравія, Богемія, Приморська Хорватія, Київська Русь. Паннонію окупували мадяри.
Аббасидський халіфат очолює аль-Муктафі, халіфат втрачає свою могутність. У Китаї добігає кінця правління династії Тан. Значними державами Індії є Пала, Пратіхара, Чола. В Японії триває період Хей'ан. На північ від Каспійського та Азовського морів існує Хозарський каганат.
Територію лісостепової України займає Київська Русь. У Північному Причорномор'ї співіснують різні кочові племена, зокрема хозари, алани, тюрки, угри, печеніги, кримські готи. Херсонес Таврійський належить Візантії.

## Події
- Аббасиди відвоювали Єгипет у Тулунідів.
- Беренгар I Фріульський захопив у полон імператора Людовика III і звелів осліпити його, перш ніж відіслати в Прованс.
- У Наваррі розпочалося правління Санчо I, першого короля з династії Хіменесів.
- Триває наступ мадярів на Велику Моравію.
- Чжу Вень убив 8 братів імператора Китаю.
- Наум Охридський заснував монастир на березі Охридського озера.
- За велінням японського імператора Дайґо почалася робота над збіркою поезії Кокін вака-сю.
- Династія Кхук.

## Народились
- Костянтин VII Багрянородний, імператор Візантії